# Мапуто
 Тази статия е за града в Мозамбик.  За залива вижте Мапуто (залив).  
Мапуто (на португалски: Maputo, на португалски се изговаря по-близко до Мапуту) е столицата и най-големият град на Мозамбик. Градът е пристанище на Индийския океан.

## География
В града има фабрики за производство на керамични изделия, цимент, мебели, обувки. Според преброяването на населението през август 2017 г., там живеят 1 080 277 души. В Мапуто има също фабрика за претопяване на алуминий. Градът е разположен на залива Мапуто, край устието на реката Тембе. Има жп възел и аерогара на 8 км от града. Развити са тютюневата, химическата и дърводобивната промишленост. Подходящ за туризъм. Има обсерватория.

## История
Градът е основан през 1544 г.

## Личности
Родени
- Еузебио (1942 – 2014), португалски футболист